# 第二次英格兰内战
1648年，英格兰王国爆发内战，是為第二次英格兰内战，这场战争属于一系列英格兰王国内部冲突的一部分，战事也波及到了威尔士、苏格兰和爱尔兰。1638至1651年间发生的多场战争被统称为三國之戰，其中就包括爱尔兰联盟战争（1641-1653）、主教戰爭（1638-1640）以及克伦威尔征服爱尔兰（1649-1653）。
1646年5月，在第一次英格兰内战中战败的查理一世向苏格兰誓约派投降，并未向英格蘭議會投降。查理一世企图以此举继续在英格兰和苏格兰的长老会势力以及英格兰独立派之间制造嫌隙。
在这一时期，王国内所有党派都希望让查理一世继续当国王，但有的派别要先给他提出些条件。查理一世因此一直拒绝作出重大让步，还打算解散新模范军，后者随即发生哗变。1647年12月，苏格兰和解誓约派在英格兰长老会的支持下同意帮查理一世重回王位。
在南威尔士、肯特、艾塞克斯以及兰开夏的骑士党力量響應苏格兰的入侵，也揭竿而起，英國皇家海軍中还有部分力量也起义了。但是，由于起义力量各部之间缺乏协作，奥利弗·克伦威尔和托马斯·费尔法克斯所指挥的部队不久后就把他们各个击破了。战事在8月结束，1649年1月，查理一世被处决，英吉利共和国成立。
后来，查理一世的儿子查理二世成为苏格兰的新国王，导致1650年爆发第三次英格兰内战，也就是通常所講的英格蘭入侵蘇格蘭 。